# Кастельно, Ноэль де
Ноэ́ль де Кастельно́ (24 декабря 1851 — 19 марта 1944) — французский военный деятель, дивизионный генерал, участник франко-прусской войны и Первой мировой войны.

## Биография
В 1870 году окончил Сен-Сирскую военную школу и Академию Генштаба (1880 год). Служил в пехоте, участвовал во франко-прусской войне.
В 1896 году переведён в Военное министерство, участвовал в разработке мобилизационных планов французской армии. Кастельно был одним из ближайших сотрудников генерала Жоффра. С 1913 года член Высшего военного совета.
С началом Первой мировой войны назначен командующим 2-й армии. С ней принимал участие в Пограничном сражении. Однако успехов в ходе наступления в Лотарингии не достиг. Во время битвы на Марне, сумел отбить многочисленные атаки 6-й германской армии на Нанси. Осенью 1914 года руководил операциями французских войск в районе Соммы и Уазы.
В июне 1915 года назначен командующим группой армий, с которой участвовал в наступлении в Шампани осенью 1915 года, однако прорвать германский фронт французам не удалось.
В начале 1916 года побывал на Салоникском фронте. Затем направлен в район Вердена, однако после замены Жоффра Кастельно также был снят с должности и направлен с миссией в Россию.
В марте 1917 года вернулся во Францию и назначен командующим группой армий на Западном фронте, на участке от реки Эны до швейцарской границы. В кампании 1918 года его группа армий практически не участвовала в боях и вела позиционную войну.
Признавая безнадежность современной окопной войны, он однажды заметил: «Ах, Наполеон, Наполеон. Если бы он был здесь сейчас, он бы подумал о чем-то ещё». Трое из сыновей Кастельно были убиты на войне.
После войны назначен председателем Комиссии по устройству военных кладбищ. В 1919—1923 годах депутат Национального собрания от Национального блока (выдвигался от департамента Аверон), один из лидеров националистических сил, председатель «Патриотической лиги», руководитель католического движения. В 1924 году он основал Национальную католическую федерацию которая выдвинула социально-религиозную модель Франции, которая была описана как «национал-католицизм». В том же году Кастельно написал антимасонскую брошюру под названием «La dictature de la maçonnerie en France» («Диктатура масонства во Франции»); он также опубликовал свои обвинения в серии статей в журнале Echo de Paris. Хотя его католическая федерация достигла миллиона членов в 1925 году, ее значение было недолгим, и к 1930-м годам она постепенно переживала упадок.